# Fruit (programme d'échecs)
Pour les articles homonymes, voir Fruit.
Fruit est un programme d'échecs français développé par Fabien Letouzey.

## Historique

### Création
Apparu en mars 2004, Fruit est à l'origine un logiciel libre.
La version 2.0 distribuée en décembre 2004 est une version majeure et suscite la distribution de plusieurs forks plus ou moins douteux[réf. nécessaire]. Par exemple le logiciel propriétaire Patriot 2.0 est un clone de Fruit 2.0.

### Branche logiciel libre
Fruit 2.1 sorti en juin 2005 a un niveau de jeu équivalent à celui de Shredder 9, le plus performant des logiciels commerciaux de l'époque. Le programme dérivé Toga II 0.93 est même plus performant.
D'un point de vue technique, Fruit 2.1 utilise l'algorithme Principal Variation Search et une heuristique à mouvement nul avec une fonction d'évaluation simpliste (qui a été améliorée dans les versions ultérieures) et une représentation de l'échiquier originale (16x16)
La version 2.1 distribuée selon les termes de la licence publique générale GNU  est jusqu'en 2008 le logiciel libre d'échecs le plus puissant.

### Branche logiciel propriétaire
Après avoir fini deuxième au Championnat du monde d'échecs des ordinateurs en août 2005, Fruit devient un logiciel propriétaire. Sortent les versions 2.2 et 2.2.1, la première à utiliser les tables de finales Nalimov. En novembre 2006, le classement SSDF de Fruit 2.2.1 a été estimé à 2842.

### Depuis 2007
En juillet 2007, Fruit redevient un logiciel libre. Après l'abandon du projet par Fabien Letouzey, Fruit est maintenant développé par Ryan Benitez. Dans sa version actuelle, Fruit 2.3.1 est capable de rivaliser avec des programmes commerciaux tels que Fritz ou HIARCS.

## Programmes dérivés
Fruit étant un logiciel libre d'un niveau de jeu proche de celui des logiciels propriétaires, de nombreux programmes dérivés de son code ont été édités de façon plus ou moins légales. La notion de copyleft inhérente à la licence GNU GPL impose aux programmes dérivés les mêmes conditions de redistribution que le logiciel libre source. Parmi les programmes dérivés de Fruit on peut citer :
- GNU Chess[2].
- Toga II. Thomas Gaksch publie en 2005 Toga II, un programme qui dès sa première version est d'une force comparable à celle des logiciels propriétaires, ce qui provoque des soupçons dans la communauté des échecs électroniques. On pense avoir affaire à un clone de Shredder ou de Fritz. Thomas Gaksch avoue la supercherie et publie son code source. La dernière version libre de Fruit datant de 2005, Toga II est maintenant développé à partir du code source de Glaurung, autre fork libre, Thomas Gaksch ayant réussi à faire cohabiter les deux algorithmes.
- Gambit Fruit, comme son nom l'indique, est un programme dérivé de Fruit sorti en 2005. Son auteur Ryan Benitez fut ensuite intégré dans l'équipe de la version commerciale de Fruit. Il en est maintenant le seul développeur.
- Cyclone. En 2008 Norman Schmidt tente de distribuer un fork en logiciel privateur, Xyclops, en fait un clone de Fruit. La supercherie découverte, ce programme est maintenant distribué en logiciel libre sous le nom de Cyclone.
- Rybka. Après une enquête approfondie par l'International Computer Games Association (ICGA) au sujet de Rybka, qui était classé 1er de 2007 à 2010, ce programme a été déchu de ses titres, pour des raisons de plagiat des programmes Crafty et Fruit (information du 29 juin 2011).
- Houdini
- RobboLito[3]